# Venezillo longipes
Venezillo longipes är en kräftdjursart som först beskrevs av Gustav Budde-Lund 1909.  Venezillo longipes ingår i släktet Venezillo och familjen Armadillidae. Inga underarter finns listade i Catalogue of Life.